# Pedro Carreras
Pedro Carreras (Buenos Aires, 18 de agosto de 1952 - General Rodríguez, 4 de septiembre de 2014) fue un cantante y bajista argentino y líder del grupo Pomada, una banda beat argentina.

## Carrera
Inicia su carrera musical en el grupo Pomada en 1974, cuando estaba integrada además por Óscar Carranza "Rafaeliño" (batería) , Beto Dorfman (teclado) y Juan Linera (guitarra). Eran los cuatro pilares fundamentales del grupo.
Con ellos grabó el primer disco de larga duración con temas como Sé que no soy para ti, Mi promesa, Ojos sin luz, Nada nos va a separar y La primera vez que lloro por ti, entre otros. Su voz fue escuchada no solo en Argentina, sino en otros países como Uruguay, Paraguay, Chile, Venezuela, Colombia y Ecuador.
Su primer show lo realizaron en la localidad de Pompeya, en un club muy conocido de esa época. A su vez, tocaba el contrabajo eléctrico en varios temas.
Fue, junto con su grupo, invitado a decenas de programas de TV del momento, como los de canales 11, 9, 13 y 7, llegando a grabar alrededor de dos álbumes por año, hasta 26 a lo largo de su carrera, aparte de los discos en donde participaron junto a otros artistas reconocidos como Palito Ortega, Sandro, Fernando de Madariaga, Jairo y otros más de la discográfica RCA Víctor. En el año 1977 fue la banda más vendedora en Sudamérica con su álbum Ojos sin luz, junto a bandas y solistas reconocidos en el mundo, como los Bonnie Tyler, Rod Stewart y Abba, entre otros. Esta consagración la lograron por haber superado el millón de discos vendidos. Después de años de trabajo, en el año 1986, deciden separarse dos de los integrantes del grupo: Óscar Carranza y Juan Linera por actividades independientes del grupo. En ese entonces quedaron Beto Dorfman y Pedro Carreras. Luego de un tiempo Dorfman decide dejar la banda, para integrarse a la venta de grupos. Entonces, en sus lugares, se suman otros músicos que acompañaron a Carreras.
En el año 2004 decide dejar la banda para luego continuar su carrera como solista. Hizo algunos shows como invitado especial de otros cantantes, como Leo Mattioli.
Hizo varias presentaciones y shows en su provincia natal, donde promocionó, además, su último disco, titulado Mi promesa. En el 2012 lanza sus nuevos hit, titulados Ella y Recuerdos de amor.
Pedro Carreras se descompensó la medianoche del jueves 4 de septiembre de 2014, falleciendo a consecuencia de un infarto cardíaco a los 62 años de edad en su hogar ubicado en el partido de General Rodríguez. Su esposa, Marcela Larroque (con quien tuvo una hija Mia Carreras), informó de su deceso a través de la cuenta de Facebook del artista.

## Temas interpretados
- Mi Promesa
- Ojos sin luz
- ¿Por qué yo quiero?
- Vestida de novia
- La cabalgata
- Celia
- La novia
- La trilogía de versiones de Salvatore Adamo
- Mis manos en tu cintura
- Un mechón de tus cabellos
- La primera vez que lloro por ti
- Paraíso.[5]
- Y apago la luz
- Y será que no la quiere
- Muchachita
- Solo para ti
- Porque yo quiero
- Chiquitita

## Discografía con Grupo Pomada
- 1974: "Regálame una noche contigo"
- 1977: "Pomada" - RCA
- 1977: "Vestida de novia" - RCA
- 1979: "Enamorados"
- 1979: "Bellísimo" - RCA
- 1980: "Porque yo quiero" - RCA
- 1980: "Pomada" - MICROFON ARGENTINA S.A.
- 1981: "Tu voz"
- 1982: "Pomada" - RCA
- 1982: "Apariencias"
- 1983: Bailando sobre una estrella"
- 1985: "Conocí una chica trastornada" - RCA
- 1986: "Pomada 86" - RCA
- 1987: "Una chance..." - MUSIC HALL
- 1990: "El Super Bailable de Pomada" - MAGENTA
- 1992: "Surcos de amor" - LEADER MUSIC
- 1996: "Siguen los sucesos"
- 1998: "Pomada Vol.2" - BMG ARIOLA ARGENTINA S.A.
- 1999: "15 Grandes Éxitos" - ARIES MUSIC ENTERTAINMENT INC
- 2000: "15 Grandes Éxitos!!! Vol.2" - LEADER MUSIC
- 2004: "20 Secretos de Amor" - BMG ARIOLA ARGENTINA S.A.

## Discografía Solista
- 1988: "Frío/Caliente" - ATC PRODUCCIONES FONOGRÁFICAS
- 2007: "Mi promesa" - GARRA RECORDS